# Concerti in Monte Argentario
Concerti in Monte Argentario (CIMA) é um prestigioso festival internacional de música clássica criado em 2003 dirigido pelo barítono português Jorge Chaminé, na comuna de Monte Argentario, na Itália.
Considerado um dos mais importantes da Europa, tem como objetivo promover jovens músicos de talento, provenientes de todas as partes do mundo, mediante a concessão de bolsas de estudo.
A quarta edição do Festival foi dedicada a Mozart. A quinta edição (2007) foi dedicada às ligações entre a música espanhola e a italiana, por ocasião das comemorações dos 450 anos da criação do Estado dos Reais Presídios de Toscana e dos 250 anos da morte de Domenico Scarlatti. 31 músicos de 13 nacionalidades, de carreiras internacionais comprovadas participaram dessa edição do Festival. Em 2008 o tema do Festival foi "Os viandantes musicais" dedicado à ruta dos ciganos ; em 2009 "Se vuol ballare" ; em 2010 integrado nas comemorações da morte do Caravaggio "Os fios da memória" e em 2011 "O Espelho dos desejos". Em 2012 Monte Argentario foi palco, graças a CIMA, dum belíssimo Festival dedicado à Paz e no ano passado uma bela homenagem a Teresa Berganza pelos seus 80 anos. Em 2014 o Festival terá lugar de 23 a 31 de Julho em Porto Ercole.  

## entre os Bolseiros do festival
- Sopranos: Omo Bello (Nigeria); Marianne Chandelier (França); Helen Kearns (Irlanda); Léa Sarfati (França/Israel)
- Mezzosoprano: Izabella Wnorowska (Polonia)
- Tenor: Marco Jordão (Brasil)
- Barítonos: Jamie Rock (Irlanda); Michel Welsch (França)
- Violoncelistas: Giorgi Kharadze (Georgia); Eric Maria Couturier (Vietnam)
- Pianistas: Arnaud Arbet (França); Gabriele Carcano (Itália) ; Geoffroy Couteau (França); Shani Diluka (Sri Lanka); Alexander Drozdov (Rússia); François Dumont (França); Etsuko Hirosé (Japão) ; Raffaele Moretti (Itália); Wonny Song (Canadá/Coreia do Sul)